# 漳田河
西河，又名漳田河，是位於江西省東北部及安徽省南部的一條河流，属于鄱阳湖水系。河长126千米，流域面积1920平方千米，多年平均流量22立方米每秒。
西河發源於安徽省東至縣，於江西省鄱陽縣注入鄱阳湖。